# Kāl-e Pā'īn
Kāl-e Pā'īn (persiska: كالِ سُفلَى, گالِ پائين, كالِ پائين, كَل, کال پائین, Kāl-e Soflá, Kāl-e Pā’īn) är en ort i Iran.   Den ligger i provinsen Kurdistan, i den nordvästra delen av landet, 500 km väster om huvudstaden Teheran. Kāl-e Pā'īn ligger 1 329 meter över havet och antalet invånare är 260.
Terrängen runt Kāl-e Pā'īn är kuperad.Runt Kāl-e Pā'īn är det ganska tätbefolkat, med 60 invånare per kvadratkilometer. Närmaste större samhälle är Marivan, 9,2 km norr om Kāl-e Pā'īn. Trakten runt Kāl-e Pā'īn består till största delen av jordbruksmark.